# Paramphisopus palustris
Paramphisopus palustris är en kräftdjursart som först beskrevs av Ludwig Glauert 1924.  Paramphisopus palustris ingår i släktet Paramphisopus och familjen Amphisopidae. Inga underarter finns listade i Catalogue of Life.